# Abraham Trembley

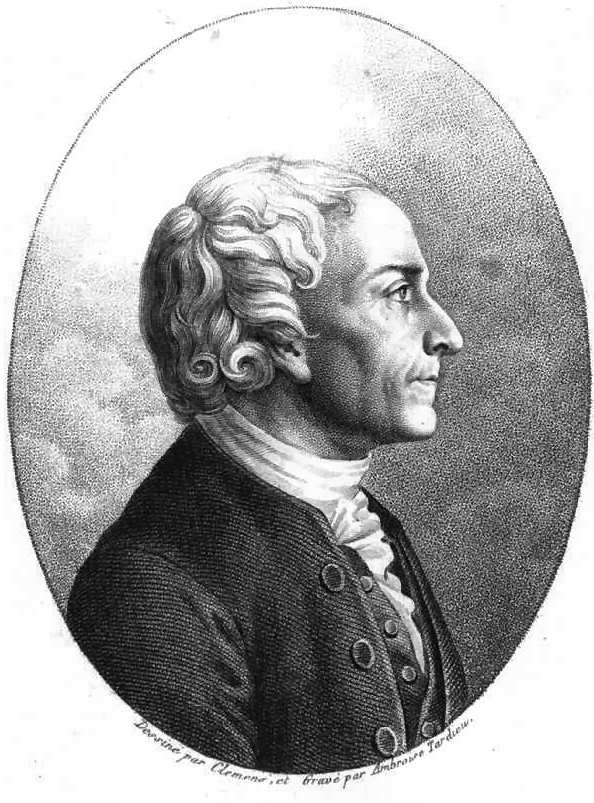
Abraham Trembley

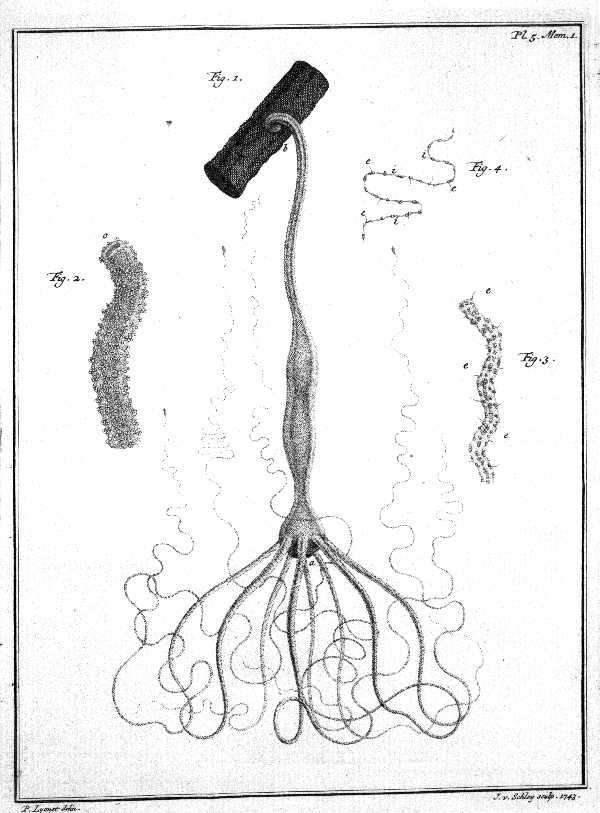
Abbildung der Hydra (1744)

Abraham Trembley (* 3. September 1710 in Genf; † 12. Mai 1784 ebenda) war ein Genfer Zoologe. Er befasste sich hauptsächlich mit Süßwasserpolypen (Hydra) und war der Erste, der Tiere nicht nur beobachtete und beschrieb, sondern gezielte Experimente durchführte. Deshalb kommt ihm nach Meinung einiger führender Köpfe der Rang eines Vaters der Experimentellen Zoologie zu.

## Leben
Trembley wurde 1710 als Sohn einer vornehmen Genfer Familie geboren. Seine Eltern waren Jean Trembley (1674–1745) und Anne Lullin (* 1676). Er hatte zwei Brüder: Jean (1704–1785) und Jacques-André Trembley (1714–1763) und sein Neffe war der Mathematiker und Philosoph Jean Trembley. Er wuchs in einer Zeit auf, in der viele Intellektuelle seiner Vaterstadt sich der Naturgeschichte zuwandten. Zwischen 1726 und 1730 interessierte sich Trembley allerdings zunächst mehr für Mathematik und schloss sein Universitätsstudium an der Genfer Akademie, Académie de Genève mit einer Dissertation über die Differentialrechnung ab.   Mit 23 Jahren zog es Trembley in die Niederlande, wo er um die Jahre 1735 als Gasthörer Vorlesungen an Universität Leiden hörte. Später wurde er, für ungefähr zwei Jahre, in der friesischen Stadt Varel (Grafschaft Oldenburg) als Hauslehrer des Landgrafen Friedrich IV. Karl Ludwig Wilhelm von Hessen-Homburg beschäftigt. Er reiste nach Frankreich, England und in deutsche Staaten.
Eine weitere Tätigkeit als Hauslehrer fand er auf dem Landgut des Grafen Wilhelm Bentinck in der Nähe von Den Haag in den Niederlanden. Dort führte er zwischen 1740 und 1744 die meisten seiner Beobachtungen und Experimente durch. Trembley wurde 1743 mit der Copley Medal ausgezeichnet. Angeregt durch seinen Freund René-Antoine Ferchault de Réaumur, mit dem er 17 Jahre lang korrespondierte, veröffentlichte Trembley 1744 seine Beobachtungen in dem eindrucksvoll illustrierten Buch Mémoires, pour servir à l'histoire d'un genre de polypes d'eu douce, à bras en forme de cornes (Vermerke zur Naturgeschichte einer Art von Süßwasserpolypen mit hornförmigen Armen). Dies brachte ihm nicht nur Anerkennung, sondern hatte auch Einfluss auf bedeutende Naturforscher. Sein Buch und die Werke von Réaumur und Charles Bonnet zeigten, wie wichtig es für das Studium lebender Organismen ist, sich mehr auf exakte Beobachtungen als auf vorgefasste Ideen zu stützen.
1747 quittierte Trembley seinen Dienst beim Grafen Bentinck und übernahm einen geheimen diplomatischen Auftrag für die britische Regierung. In dieser Zeit schrieb er mehrere Bücher über Erziehung, Politik, Religion und Moralphilosophie. Ansonsten – er zog in seine Heimatstadt zurück – lebte er in einem Landhaus in Le Petit-Saconnex, wo er sich nach seiner Heirat 1757 mit Marie von der Strassen im Alter von 46 Jahren nunmehr ganz auf die Erziehung seiner fünf Kinder konzentrierte. Marie von der Strassen war die Tochter des Pierre von der Strassen. Trembley starb schließlich 1784 in seiner Geburtsstadt Genf.
1743 wurde er zum Mitglied (Fellow) der Royal Society gewählt. Seit 1749 war er korrespondierendes Mitglied der Académie royale des sciences.

## Wichtige wissenschaftliche Entdeckungen
Er entdeckte, dass Hydra sich fortbewegen kann und sich dabei nach dem Licht richtet. Er war damit der erste, der eine Phototaxis bei augenlosen Lebewesen nachwies.
Abraham Trembley entdeckte die Regenerationsfähigkeit der Hydren, indem er sie in zwei Teile schnitt und feststellte, dass diese Teile sich wieder zu vollständigen Tieren entwickelten; und weiterhin, dass man Teile von einer Hyda auf eine andere pfropfen kann und diese dort anwachsen, sofern die beiden Hydras zur selben Art gehören.
Der Zoologe entdeckte, dass Hydra sich ungeschlechtlich durch Knospung fortpflanzt.
Zur Zeit von Trembley herrschte in der wissenschaftlichen Diskussion noch die Theorie der präexistierenden Keime vor. Diese Lehre nahm den Schöpfungsglauben und die Vorstellung der Konstanz der Arten zur Grundlage. Sie war vor allem im 17. und 18. Jahrhundert die vorherrschende Idee, welche annahm, dass sowohl Tiere als auch Pflanzen bereits in den Keimen fertig vorgebildet seien. In der Ontogenese sollten die „präformierten Miniaturlebewesen“ nur zur endgültigen Größe heranwachsen. Die Experimente von Trembley widersprachen in ihren Ergebnissen dieser Auffassung.
Trembley beobachtete sogar schon eine Zellteilung, obwohl er das Zellkonzept damals noch nicht entwickelt hatte. Er beschrieb und zeichnete die Teilungsvorgänge bei der Einzelligen Kieselalge Synedra.

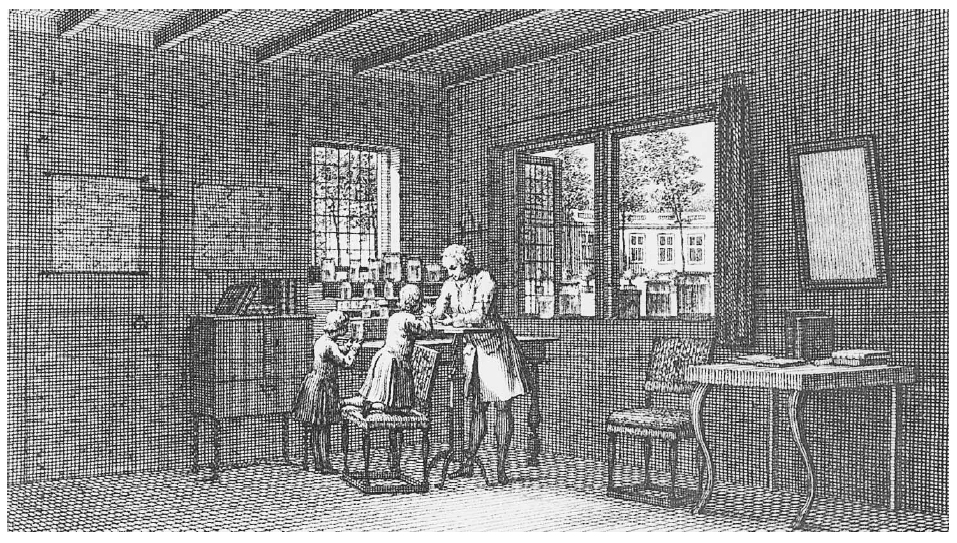
Das Laboratorium von Abraham Trembley

## Werke (Auswahl)
- Mémoires pour servir à l'histoire d'un genre de polypes d'eau douce, à bras en forme de cornes, 1744.
- Instructions d'un père à ses enfants sur la Nature et la Religion, 1775
- Sur la Religion naturelle et révélée, 1779